# Paucale
Il paucale o, alla latina, plurale paucitatis (plurale di pochi) è una categoria grammaticale, esistente in alcune lingue del mondo, che fa riferimento ad un numero limitato di elementi. Si pone a metà strada tra il singolare e il plurale di molti, a volte in posizione intermedia tra quest'ultimo e un duale (o triale).

## Il paucale in arabo
In arabo esiste una categoria di plurali del nome che dai grammatici viene denominata jamʿu 'l-qilla ("plurale di pochi"). Si tratta delle forme afʿāl, afʿul, afʿilatun, fiʿlatun, che nella lingua classica veniva usata solo per un numero di elementi da 3 a 10.
Sembra che la specializzazione di questi plurali per l'espressione di quantità tra i 3 e i 10 elementi sia da mettere in rapporto con il loro frequente uso insieme ai numerali stessi da 3 a 10. Sembra probabile che proprio la particolare morfologia di questi numerali abbia potuto causare la nascita di questi plurali (perlopiù caratterizzati da una vocale prostetica), a partire rispettivamente da fiʿāl, fuʿul (e fuʿūl) e fiʿlatun (quest'ultimo avrebbe mantenuto questa forma in particolari radici, costituendone una specie di doppione).
In una nota disputa sulle rispettive capacità poetiche tra la poetessa araba preislamica al-Khansa' e il poeta Hassan ibn Thabit, la al-Khansa' rimproverava a quest'ultimo, tra l'altro, di avere sminuito, in una poesia, il valore della propria tribù proprio per l'impiego di un paucale invece di un plurale di molti: "tu hai detto lanā 'l-ğafanātu (a noi le scodelle), plurale che non designa se non un numero inferiore a dieci: ciò val quanto a dire che la tua tribù non ha più di otto o nove scodelle. Se tu avessi invece detto al-ğifānu (che ne designa un numero infinito), saresti stato assai più efficace".

## Il paucale in italiano
In italiano esistono delle forme del plurale (solitamente uscenti in "a") con funzioni di paucale singolare e plurale (ossia designanti uno o più gruppi limitati di oggetti).
Alcuni esempi sono:
Il muro - i muri - le mura
Il lenzuolo - i lenzuoli - le lenzuola
Dove "i muri" e "i lenzuoli" rappresentano quantità plurali indefinite, mentre le loro controparti designano un gruppo di numero limitato ("le mura della casa", circa 4, "le mura della città", da 3 fino a una ventina massimo) o più gruppi formati sempre da numeri limitati ("le lenzuola" designano l'insieme di lenzuoli occorrenti per uno o più letti, frasi come "le mura di quelle città" e "le mura di tutte le case" sono formalmente corrette, per quanto per "case" si possa usare anche muri).
Anche con "ossa" ci si riferisce ad un insieme specifico di una parte del corpo (le ossa del cranio, le ossa di una gamba), mentre la forma plurale maschile (gli ossi) si riferisce a gruppi non appartenenti ad una sezione specifica del corpo (la clavicola e il femore sono due ossi).
Seppur in disuso esiste anche un'alternanza tra  "i diti" e "le dita" dove il maschile si usa quando si fa riferimento alle singole falangi ("i diti indici delle sue mani"), mentre il femminile quando ci si riferisce al loro insieme.
La presenza del numero paucale è però molto controversa in italiano per vari motivi:
-Non è sistematica, ossia non tutti gli oggetti possiedono il paucale, ma nemmeno tutti gli oggetti grammaticalmente produttivi (ad esempio, un edificio possiede un certo numero di muri/a, ma anche un numero limitato di porte o finestre, che non possiedono la forma paucale).
-Spesso l'alternanza di uscite -i/-a viene utilizzata per descrivere tratti semantici, come la concretezza del sostantivo ("i gesti": cenni concreti manuali, "le gesta": azioni eroiche; 
"i fili": i fili concreti, per esempio, del telefono, "le fila":  termine metaforico per intreccio, per esempio "le fila di una congiura").
-Il latino non possedeva la forma paucale (e per la verità nemmeno l'indoeuropeo) e la sua acquisizione da parte dell'italiano può dirsi quindi parziale. (In particolare l'uscita in -a è tratta dalla forma plurale del genere neutro latino).

## Altre lingue
Non sono molte le lingue che possiedono una categoria di "paucale". Oltre all'arabo si segnalano bayso in Africa (una lingua afroasiatica, come l'arabo), hopi in America e warlpiri in Australia.